# L’Estartit
L’Estartit ist ein Ferienort und früheres Fischerdorf an der Costa Brava in Spanien, in dem sich erst seit etwa den 1960er Jahren Tourismus herausgebildet hat. Es ist ein Teilort von Torroella de Montgrí mit 3230 Einwohnern (2011).
L’Estartit befindet sich am Übergang von einer felsigen Steilküste zu einem zehn Kilometer langen, feinen Sandstrand in der Tiefebene des Flusses Ter, der südlich des Ortes nach 208 km ins Mittelmeer mündet. Der bis ins 19. Jahrhundert als Fischerdorf ausgeprägte Ort hat sich seit den 1970er Jahren zu einem hochfrequentierten Urlaubsziel mit eigenem Yachthafen entwickelt.
Vorgelagert befinden sich die Inselgruppe der Illes Medes, ein vor allem bei Tauchern bekanntes Naturschutzgebiet mit einer im Mittelmeer unvergleichlichen Unterwasserflora und -fauna. Nördlich des Ortes beginnt das Bergmassiv Massís del Montgrí, das nahe dem Ort die Erhebungen Roca Maura (226 m) und Torre Moratxa (218 m) aufweist. Weiter in Richtung Torroella de Montgrí liegt auf dem Berg Montgrí das Ende des 13. Jahrhunderts erbaute Castell Montgrí.
Etwa 500 m nördlich von l’Estartit befand sich bei (42° 3′ 37″ N, 3° 12′ 16″ O) ein LORAN-C Sender mit einem 190,5 Meter hohen Sendemast.

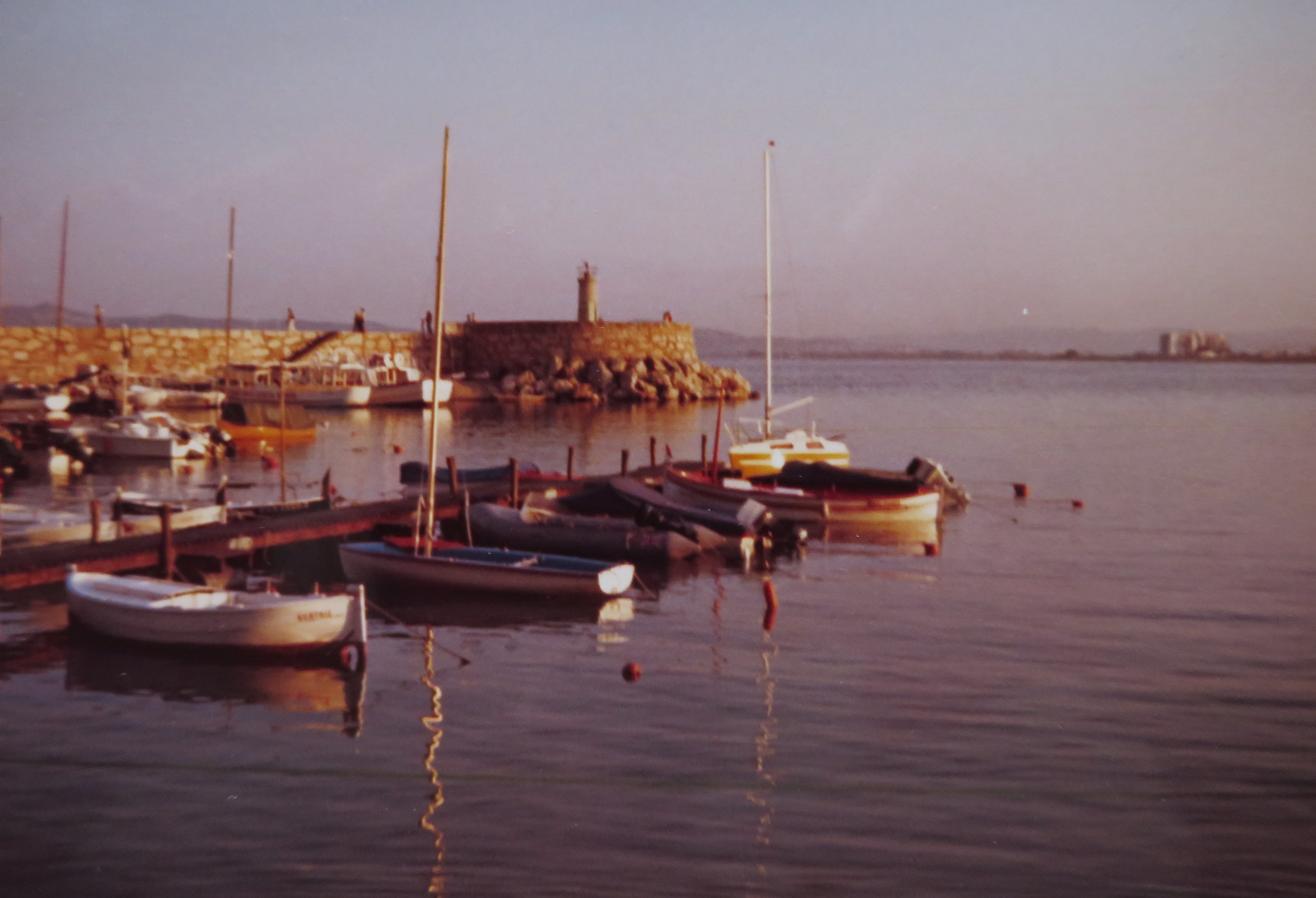
Der Hafen im Jahr 1972
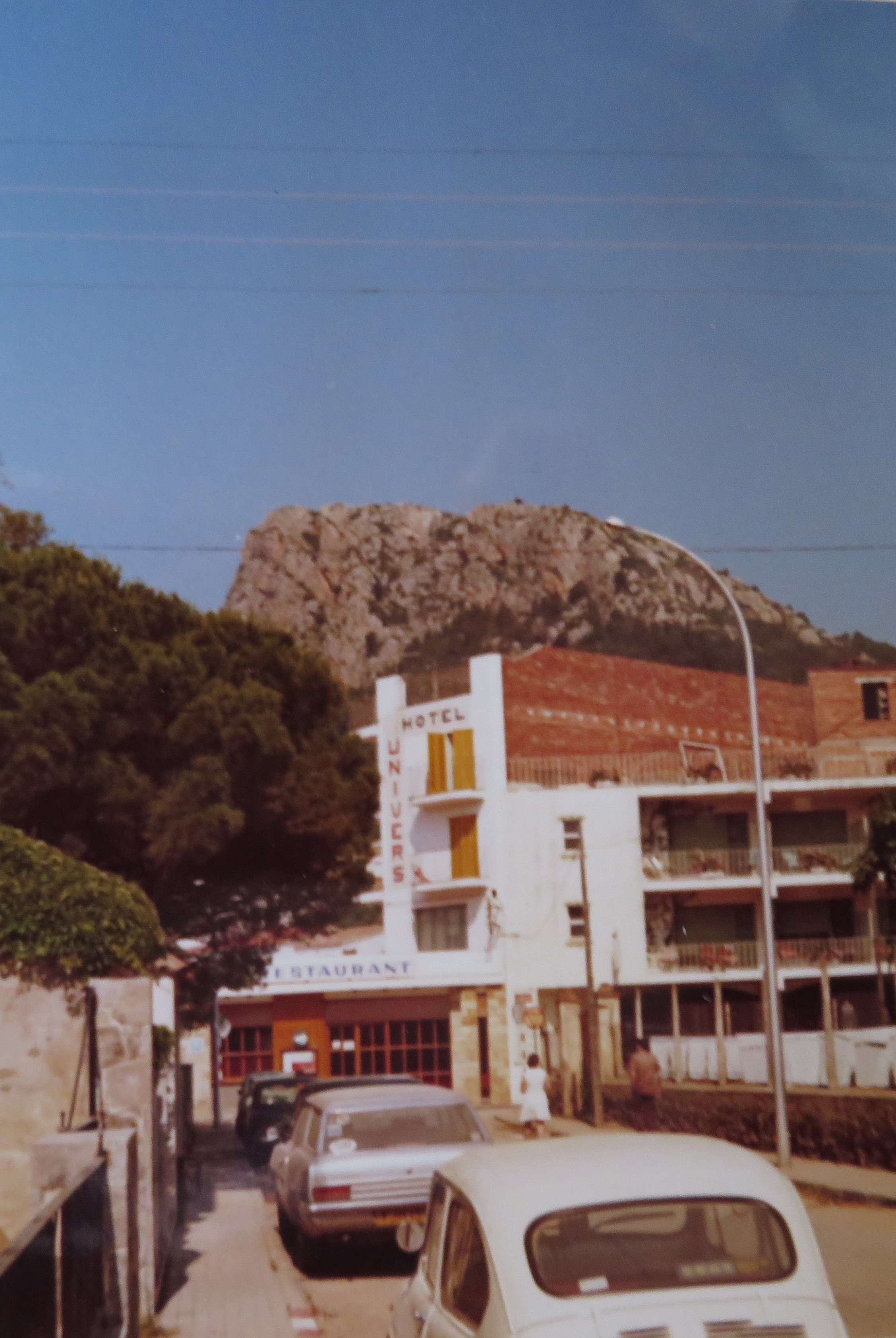
Das Hotel Univers vor der Aufstockung
Illes Medes im Gegenlicht
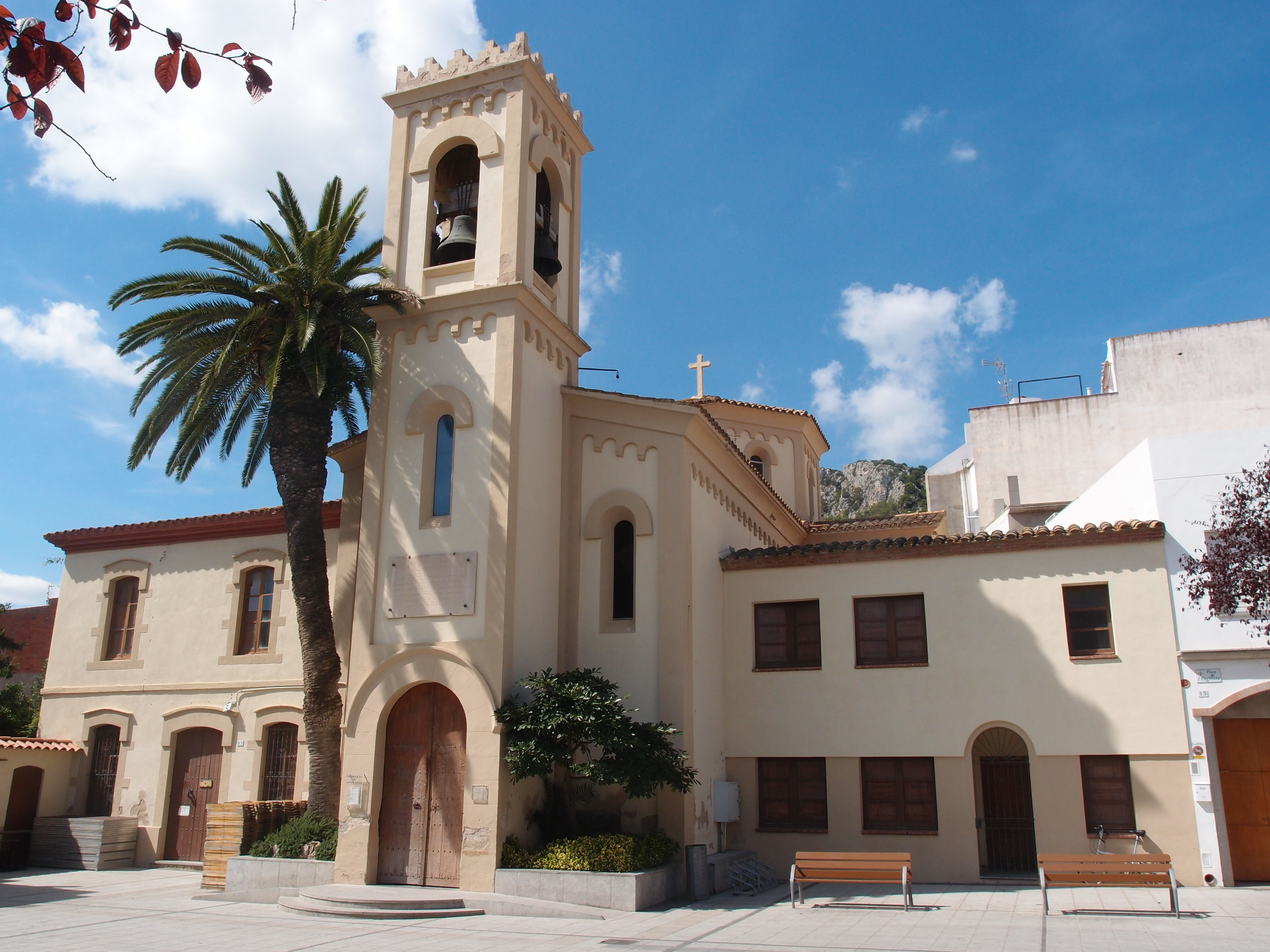
Santa Anna